# Répertoire des logements locatifs des bailleurs sociaux
Le répertoire des logements locatifs des bailleurs sociaux ou RPLS est une base de données sur le parc locatif de logement social en France. La base de données contient des informations détaillées au niveau de chaque logement. Elle a été créée par le décret no 2009-1485 du 2 décembre 2009 relatif au répertoire des logements locatifs des bailleurs sociaux. Une partie des données est disponible en open data.